# Gail Zappa
Adelaide Gail Zappa, nata Sloatman (Filadelfia, 1º gennaio 1945 – Los Angeles, 7 ottobre 2015), è stata un'imprenditrice statunitense, moglie del musicista e compositore Frank Zappa dal 1966 al 1993, anno della morte di lui.
Nel 2002 Gail Zappa fondò lo Zappa Family Trust, che detiene la proprietà e il copyright dei prodotti musicali e artistici di Frank Zappa, oltre che la sua immagine commerciale. 
Gail era anche la zia della modella e attrice Lala Sloatman.

## Biografia

### Primi anni di vita
Adelaide Gail Sloatman nacque a Filadelfia da John Klein Sloatman Jr. (1915–1967), un tedesco americano di seconda generazione che lavorava come fisico nucleare per la Marina e Laura Freitas (1921), nata a Honolulu da genitori portoghesi. Adelaide Gail aveva 7 fratelli, tra cui un fratellastro nato dall'unione che suo padre ha avuto con Joan Lou Gatt. Adelaide Gail prendeva il nome dalla nonna materna Adelaide Silva. Nel 1959, dopo essere cresciuta a Hollywood, dovette trasferirsi a Londra con la famiglia a causa del lavoro di Sloatman. Gail frequentò la Marymount International School. Fece anche da modella per il fotografo Terence Donovan.
Lavorò presso l'Ufficio di ricerca e sviluppo navale per poi trasferirsi a New York, dove studiò al Fashion Institute of Technology a metà degli anni sessanta. Dopo essere tornata a Los Angeles, fece la conoscenza del produttore Kim Fowley e registrò con lui Bunny and Bear, un singolo spoken word che deride Sonny & Cher.
Gail Zappa fece una brevissima apparizione con l'allora fidanzato musicista Bobby Jameson nel film documentario Mondo Hollywood, girato nel 1966. Nello stesso periodo conobbe Vito Paulekas e Carl Franzoni, i due rappresentanti della cosiddetta "scena freak" di Los Angeles. Divenne anche, stando alle sue parole "una specie di groupie".

### L'incontro con Frank Zappa
Incontrò il suo futuro marito Frank Zappa nel 1966 mentre lavorava come segretaria del nightclub Whisky a Go Go, sulla Sunset Strip di Los Angeles. Si sposarono con rito civile a New York il 21 settembre 1967 quando era incinta della prima figlia Moon Zappa, che nascerà una settimana dopo. Dalla loro unione nasceranno anche Dweezil, Ahmet e Diva Zappa. Gail aveva una relazione difficile con la figlia maggiore Moon.
Gail compare nelle copertine di Absolutely Free (1967) e We're Only in It for the Money (1968) di Frank Zappa. Il nome dell'etichetta Barking Pumpkin, fondata da Frank Zappa nel 1981, è un riferimento alla broncopneumopatia cronica ostruttiva di cui soffriva la moglie. Dal 1984, quando il musicista smise di affidarsi a Bennett Glotzer, Gail divenne con lui la nuova manager della sua attività artistica. Lei divenne anche la sua segretaria commerciale e supervisionò le etichette discografiche e le attività di vendita per corrispondenza.

### Zappa Family Trust
Nel 1993, anno della sua morte, Frank esortò Gail a ritirarsi dal mondo della musica, senza però specificare cosa avrebbe voluto fare del suo catalogo musicale. Nel 2002 Gail fondò lo Zappa Family Trust per supervisionare la pubblicazione delle sue registrazioni, inclusi numerosi inediti. Il Trust detiene il titolo e il copyright dei prodotti musicali e artistici di Frank Zappa, nonché la sua immagine commerciale.
Nel 1996 Gail autorizzò l'uscita dell'album quadruplo Läther. Frank avrebbe voluto pubblicarlo molti anni prima, l'ottobre del 1977, ma a causa delle pressioni dei discografici, ne uscirono quattro dischi separati.
Nel 2008 lo Zappa Family Trust citò in giudizio gli organizzatori del festival Zappanale, che si tiene a Bad Doberan, in Germania, chiedendo a loro di cambiare il nome del festival, rimuovere i loro poster promozionali (che contenevano dei baffi presumibilmente ispirati a quelli di Frank Zappa) e rimuovere il suo busto che si trova nel centro della città dal 2002. Nel gennaio del 2009, la corte si pronunciò a favore dello Zappanale in quanto lo Zappa Family Trust vende prodotti solo su Internet e accetta solo dollari statunitensi e all'epoca dei fatti non aveva esercitato i suoi marchi in Germania da più di cinque anni. La corte stabilì anche che l'uso dei baffi era sufficientemente diverso nella merce di Zappanale da non creare confusione tra i due.

### Morte
Gail Zappa morì a Los Angeles il 7 ottobre 2015. Rolling Stone e TMZ hanno riferito che è morta in seguito a "una lunga battaglia contro il cancro ai polmoni". Aveva 70 anni. Il mese di luglio dello stesso anno era stato annunciato che Ahmet Zappa avrebbe assunto il controllo del Trust. I fratelli Dweezil e Moon si dichiararono contrari a tale scelta.

## Controversie
Sebbene la difficile relazione tra Moon e Gail sembrava essere stata riparata durante gli ultimi anni di quest'ultima, alla morte di Gail fu rivelato che la proprietà del Trust non sarebbe stata divisa equamente tra i quattro figli Zappa, lasciando Moon e Dweezil in una posizione finanziaria più debole. In un articolo uscito sul Los Angeles Times nel 2016, Moon dichiarò: «È già abbastanza complicato soffrire per la perdita di una mamma cattiva per poi scoprire che era ancora più cattiva di quanto avrei potuto immaginare (...) Ciò è assurdo e paragonabile a un tradimento.» Ahmet Zappa ha insistito nel dire che sua madre era stata fraintesa: «Ha chiesto rispetto e lo ha ottenuto, il che è piuttosto insolito.»